# Anna Michaelson
Anna Michaelson, Pseudonym Jarno Jessen (* 1860 oder 1861 in Berlin; † 18. April 1926 ebenda), war eine deutsche Kulturjournalistin, Kunstschriftstellerin und Übersetzerin aus dem Englischen.

## Leben
Michaelson wuchs in einer bildungsinteressierten Familie mit jüdischen Wurzeln auf. Ihr Vater war der aus Königsberg stammende Berliner Makler Leopold Michaelson (1826–1893), ihre Mutter die in Polnisch Wartenberg geborene Marie Altmann (1838–1916). Anna Michaelson studierte Kunstgeschichte und erwarb sich Anerkennung als Kunstschriftstellerin. Sie schrieb für diverse Zeitschriften, etwa für Die Gartenlaube, Daheim, Die Woche, Westermanns Monatshefte, Die Kunst für Alle, Moderne Kunst, Die Kunstwelt und Deutsche Kunst und Dekoration. Mehrere Jahre lebte sie in London und unterhielt enge Kontakte zur englischen Kunstszene. Viele Jahre arbeitete sie als Berliner Korrespondentin des britischen Kunstmagazins The Studio. Als solche berichtete sie ihrem englischsprachigen Publikum über zeitgenössische deutsche Kulturereignisse, Kunstbewegungen und Architekturströmungen. In Berlin war sie Mitglied im Deutschen Frauenklub und in der Künstlervereinigung Die Kommenden.
Ihre jüngeren Schwestern waren die Universitätsdozentin Hedwig Michaelson (1864/65–1931) und die unter dem Pseudonym Ernst Georgy schreibende Schriftstellerin Margarete Michaelson (1872–1924). Die drei ledigen Schwestern lebten gemeinsam in der elterlichen Wohnung in der Steglitzer Straße 51 (heute Pohlstraße in Berlin-Tiergarten).

## Schriften (Auswahl)
- als Übersetzerin: Die Briefe Lord Byrons. Reclam, Leipzig (~1890).
- Im Berliner Deutschen Frauen-Klub. In: Moderne Kunst. Band 13, Heft 21, 1898, S. 340–342.
- Paul Meyerheim. In: Moderne Kunst. Band 14, Heft 5, 1900, S. 66 ff. (Digitalisat)
- George Frederick Watts. In: Moderne Kunst. Band 14, Heft 11, 1900, S. 166 ff. (Digitalisat)
- Meistermalerinnen der Gegenwart. In: Moderne Kunst. 1901/02, S. 49–68.
- George Frederick Watts. (= Das Künstlerbuch. 7). Schuster & Loeffler, Berlin/Leipzig 1901.
- Moderne Präraffaeliten. In: Die Kunst für Alle. Heft 4, 15. November 1903, S. 82 ff. (Digitalisat)
- William Hogarth (= Die Kunst. 12). Bard, Marquard & Co., Berlin 1903.
- Der Lyzeumklub. In: Daheim. Band 42, Nr. 41, 1905, S. 23.
- Dante Gabriel Rossetti (= Künstler-Monographien. 77). Velhagen & Klasing, Bielefeld/Leipzig 1905.
- Schöne Frauen und ihre Maler. In: Die Woche. Nr. 44, Berlin 1905, S. 1934.
- Schöne Frauen und ihre Maler. In: Die Woche. Nr. 52, Berlin 1906, S. 2270–2271.
- Präraffaelismus (= Die Kunst. 45). Bard, Marquardt & Co., Berlin 1906.
- Die Kaiserin Friedrich. In: Cornelius Gurlitt (Hrsg.): Die Kultur. Band 14, Bard, Marquardt & Co., Berlin 1907, urn:nbn:de:bsz:14-db-id19219812108.
- The New Hebbel Theatre, Berlin. In: The Studio. No. 136, Juni 1908, S. 300. (Digitalisat)
- Chinese Pictures in Berlin. In: The Studio. No. 192, März 1909, S. 116. (Digitalisat)
- mit Charles Holme (1848–1923, Hrsg.) und Sten Granlund (1871–1917): Peasant Art in Sweden, Lapland and Iceland. The Studio, London/Paris/New York 1910. (Digitalisat)
- Schachfiguren. In: Die Gartenlaube. Jahrgang 1911, S. 978 ff.
- Der Humor auf der Grossen Berliner Kunstausstellung 1911. In: Moderne Kunst. Band 10, 1912, S. 129–131.
- mit Caecilie Seler-Sachs und anderen: Die Sammlerinnen. Auf der Ausstellung „Die Frau in Haus und Beruf“, Berlin im März 1912. Plaudereien und Bilder. Unger, Berlin 1912.
- Neue Frauenkunst. In: Moderne Kunst. Band 20, 1912, S. 259 f.
- Architectural Developments in the Suburbs of Berlin. In: The Studio. No. 209, Juli 1914, S. 52. (Digitalisat)
- Der Deutsche Lyzeumklub und seine bildenden Künstlerinnen. In: Westermanns Monatshefte. Band 120, Nr. 716, 1916, S. 165.
- Carl Ludwig Jessen. Ein friesischer Heimatmaler. In: Velhagen & Klasings Monatshefte. 31. Jahrgang, 1917, 2. Band.
- Der internationale Frauenkongreß. In: Elise von Hopffgarten (Hrsg.): Heyl Hedwig. Ein Gedenkblatt zu ihrem 70. Geburtstage dem 5. Mai 1920 von ihren Mitarbeitern und Freunden. Dietrich Reimer, Berlin 1920, S. 107.
- Hausgalerie berühmter Gemälde. 3., veränderte Auflage. Klemm A.G., Berlin-Grunewald 1920 (4 Bände).
- Norbertine Bresslern-Roth. In: The Studio. No. 386, Mai 1925, S. 250. (Digitalisat)
- Harry Maasz, garden architect. In: The Studio. No. 392, November 1925, S. 307. (Digitalisat).